# Paolo Vasile
Paolo Vasile (Roma, 23 de junio de 1953) es un productor cinematográfico y empresario italiano. Ha sido consejero delegado de Mediaset España durante casi 24 años, desde 1999 hasta 2023.

## Biografía
Paolo Vasile nació en 1953 y se crio en una familia vinculada a la industria cinematográfica; su padre Turi Vasile era un conocido productor y guionista. Es licenciado en Antropología por la Universidad de Roma La Sapienza, y también tiene formación en solfeo y armonía. Al no poder ejercer la profesión para la que había estudiado, comenzó a trabajar como productor de cine y se encargó de la banda sonora de películas como La Polizia interviene: ordine di uccidere (1975), con James Mason y Stephen Boyd; The Squeeze (1978), con Lee Van Cleef, o Il giorno del cobra (1980).
En la década de 1980 comenzó a trabajar en Canale 5. el mayor canal de televisión comercial de Italia, por sugerencia de su esposa. Con el paso del tiempo ha ocupado distintos cargos en el grupo Mediaset, del que llegó a ser subdirector y responsable del centro de producción de Roma. En septiembre de 1998 se convirtió también en consejero delegado adjunto de Mediaset España.
El 30 de marzo de 1999, el consejo de administración de Telecinco —cuyo máximo accionista es Mediaset— nombró a Paolo Vasile como consejero delegado del canal de televisión, en sustitución de su compatriota Maurizio Carlotti. A raíz del éxito de la primera edición de Gran Hermano en el 2000, Vasile impulsó una programación popular basada en espacios de telerrealidad, prensa rosa y entretenimiento que llevó a Telecinco a ser líder de audiencias en España durante trece años no consecutivos: desde 2004 hasta 2008, y de nuevo desde 2012 hasta 2021. Bajo su dirección se impulsó también la salida a la Bolsa de Madrid en 2004, la campaña solidaria «12 meses, 12 causas», y la fusión de Gestevisión Telecinco y Sogecuatro en 2011, por la que Mediaset España se convirtió en uno de los mayores grupos audiovisuales del país con siete canales en abierto.
Vasile es conocido como el creador e impulsor de la telerrealidad en España, término denostado por algunos, que llegaron a definirlo como «telebasura», pero muy extendido entre los profesionales de la televisión y la audiencia que seguía esos espacios. Una de las claves del modelo era la retroalimentación entre los distintos programas de Telecinco, ya que tanto los realities —Gran Hermano, Supervivientes, GH VIP— como los espacios en directo —El programa de Ana Rosa, Sálvame— aportaban contenidos y personajes que podían ser utilizados indistintamente. Este modelo se vio reforzado durante un tiempo con la emisión de series propias de éxito —Los Serrano, La que se avecina— y retransmisiones deportivas como la Fórmula 1 (2004-2008), el mundial de MotoGP (2011-2014) y la Copa Mundial de Fútbol (2010, 2014 y 2018). En 2022, Telecinco fue superada por primera vez por Antena 3.
El 26 de octubre de 2022 se confirmó su salida pactada como consejero delegado de Mediaset España tras 23 años en el cargo, el 1 de enero de 2023.